# レッド・デッド・オンライン
『レッド・デッド・オンライン』（英: Red Dead Online）は、ロックスター・ゲームスが運営するオープンワールドゲーム。『レッド・デッド・リデンプション2』を所持していれば無料でプレイできるほか、2020年12月2日には全ての対応プラットフォームでスタンドアロン版の配信が開始された。
2018年12月からベータ版としてサービスを開始し、2019年5月16日にベータ版から正式版となった。

## 概要
プレイヤーは始めに自身のキャラクターを作成し、放浪モードと呼ばれるマップを自由に探索しながら、オンライン専用のストーリーミッションをプレイしたり各地のNPCから受諾するミッションや招待イベント、電報ミッションなど様々なアクティビティに参加して報酬を獲得しながらランクアップしていく。
一人でのプレイはもちろん、他のプレイヤーと民警団を結成し協力しながらミッションに挑んだり戦闘シリーズに参加してプレイヤー同士で競い合う事ができる。
オンラインには役割と呼ばれる5種類の専門的な職業があり、それぞれの仕事をこなして役割のランクを上げることで高額の報酬や専用のアイテムなどを獲得できる。
ゲーム内通貨にはRDOマネー（ドル通貨）とゴールド（金塊）の2種類があり、ミッションやチャレンジの報酬、アイテムの売却や宝の地図などで入手できるほか、ゴールドはオンライン課金での獲得も可能。ゴールドはRDOマネーが不足していた場合の支払いにも利用できるほか、ゴールドでのみ購入できるアイテムも存在する。
1セッションは、2人-32人までとなっている。
名誉レベルの違いなどで強盗の内容やミッションが変わる。
日本語版では、頭部欠損及び四肢欠損表現の緩和などゴア表現の規制がなされている。
本編には登場していない前作『レッド・デッド・リデンプション』の登場人物であるボニー・マクファーレンやシェイキーがミッションを依頼するNPCとして登場する。
季節に応じたイベントも用意されており、10月のハロウィンシーズンにはプレイヤー同士で競い合う戦闘モードがハロウィン仕様に変化したり、一斉防衛モードには専用の期間限定フィールドが登場し『レッド・デッド・リデンプション・アンデッド・ナイトメア』さながらの恐怖を味わうことができる。
さらに、クリスマスシーズンが到来する12月半ばから年末年始にかけてオンラインのマップ全域が雪景色に覆われ、プレイヤーキャンプにクリスマスツリーが飾られるなどのイベントも恒例となっている。

## ストーリー
オンラインの時系列は『レッド・デッド・リデンプション2』（本編）開始の直前となっている。そのため本編と共通の登場人物や、本編では死亡している人物もゲーム内に登場する。
チャンスの地
令嬢ジェシカ・ルクレールの夫を殺害した濡れ衣を着せられシシカ刑務所に収容されていた主人公（プレイヤー）はブラックウォーターに護送される道中、ジェシカの使用人であるホーレイという男に救出され、彼女の夫を殺し主人公を罠にはめた黒幕への復讐を依頼される。
一部、プレイヤーの名誉レベルが低い状態でなければプレイできないストーリーがある。
密造酒一筋
役割「密造酒製造者」を開始するとプレイできるストーリーモード。

## 歴史
ロックスター・ゲームスとPlayStation（ソニー）はパートナーシップを結んだことを発表し、オンラインについてもPlayStation 版を優先的にしていくと発表した。
「レッド・デッド・リデンプション2：アルティメット・エディション」所有者はβプレイ（ベータ）が可能になっており、発売日にプレイした記録がある人に早めに解禁され以降、10月29日までにプレイした人に、30日に『レッド・デッド・リデンプション2』の全プレイヤーに「レッド・デッド・オンライン ベータ」は解禁された。
2019年5月16日に大規模アップデートが行われ、ベータの文字が外れ「レッド・デッド・オンライン」とベータ版が終了し、正式にサービスを開始された。
白人警官が黒人男性を殺害した事件（ジョージ・フロイドの死）が発生し、2020年5月26日から世界中で行われているジョージ・フロイド抗議運動（ブラック・ライヴズ・マター）のため、GTAオンラインとレッド・デッド・オンラインが一時的にロックスターによりアクセス利用不可になった。 また同時期に、中華人民共和国湖北省武漢から発生していた新型コロナウイルス感染症が世界的に流行したため、GTAオンラインとレッド・デット・オンライン内の一部の売上をウイルス対策を行う組織に支援すると発表した。

## 対策

### オンライン内の荒らしへの対応
2019年春に配信されたレッド・デッド・オンラインベータ版のアップデートにて、他のプレイヤーから攻撃を受けたプレイヤー（プレイヤー対プレイヤー）が、懸賞金をかけられたり名誉レベルを下げたりすることなく、反撃できるシステムが実装された。一方的に攻撃を仕掛けてきたプレイヤーは敵としてマークされ、マップに表示される。

## 「GTAオンライン」との関わり
ロックスターゲームスの前作である『GTAV』のオンラインモード「GTAオンライン」の大成功により、ロックスターゲームスは『RDR2』にもオンラインにも力を入れると発言した。他にも『GTAV』『GTAオンライン』のロード中にも『RDR2』の広告があるなど広告にも力をいれている。
『GTAオンライン:強盗 ドゥームズデイ』では「ダブルアクションリボルバー」を手に入れヘッドショットをし、『RDR2』を購入すれば特典が付いてくる。また、『RDR2』を予約すれば「GTAオンライン」のGTAマネーが50万～150万ドル以上貰える特典がある。
「GTAオンライン」で賞金首を殺害すれば、レッド・デッド・オンラインの石斧が手に入れられるイベントが追加された。

## 機種による違い

### PC 版
『レッド・デッド・リデンプション2』は、2019年11月5日に発売された。
『レッド・デッド・リデンプション』と『レッド・デッド・リボルバー』でもPCでの発売は無かったため、レッド・デッドシリーズ初のPC 版である。
主な変更点はグラフィックをコンソール版よりも進化、限定武器、オンラインモードの『レッド・デッド・オンライン』の内容はこれまでの改善と最新のコンテンツを収録しており、アップデートもコンソール版と共に繰り返されると発表された。 PC 版の『レッド・デッド・リデンプション2』の事前購入受付は、日本時間同年10月10日から10月22日まで「Rockstar Games Launcher」内で事前予約開始された。
世界中で発売後、MODも多数作られ、無料で使用又は作成でき、ロックスター・ゲームス社も使用を認めている。
2020年、全10部門が用意されたSteamアワードではゲームオブザイヤーを受賞。また、優れた物語ゲーム部門も受賞しており、2冠に輝く結果となった。

### Google Stadia 版
2019年12月にはロックスター・ゲームス初展開のGoogleが開発したGoogle Stadiaというゲームハードでプレイが可能となっているとしている。
12月19日に発売された。

## アップデート
リリース以降もアップデートが行われていたが、頻度が低くなっていった。
運営しているロックスター・ゲームスは人気ゲームである『グランド・セフト・オートシリーズ』のオンラインモード「GTAオンライン」のサービスを行っており、破格のヒットをしたグランド・セフト・オートVと比べてアップデートの回数に差が広がっていることから、プレイヤーはレッド・デッド・オンラインが運営に見放されたと考えた。
2021年2月、郵便局や金庫に届いた電報を読むことで開始できる電報ミッション“新たな依頼元の仕事”が登場した。
同年7月のアップデートで「血染めの金」イベントが追加。裏社会で流通するカピターレと呼ばれる通貨システムが追加され、これを手に入れるための「犯罪」ミッションか難易度に応じてカピターレを支払って挑む「チャンス」が一部の放浪モードミッションを依頼するNPCから開始できるようになった。
8月には、最大10段階の波状攻撃から町を守り抜くサバイバルモード“一斉防衛”が登場。
2021年9月、新たな3つのハードコア電報ミッション“容赦ない仕事”が追加された。
最終アップデートから1年が経った2022年7月にもアップデートの予定がないため、ファンサイトであるRed Dead Newsが2022年7月13日に葬式イベントを呼びかけた。その動きを見たRockstar Gamesは最後の大型アップデートを行うことを発表。
2022年9月、邪悪な新興カルトに立ち向かう電報ミッション“アイクの契約”が登場。
2023年8月、電報ミッションに“荒い正義”が追加。
2024年3月のアップデートにより大規模なバグ修正とプライバシーポリシーの改定が行われた。
2024年10月、新たな護衛の電報ミッション“金で買われた忠誠”が追加された。
2025年7月1日のアップデートに伴いロックスター・ゲームスはトレーラー映像を公開。電報ミッション“『西部の奇談』第1巻”が配信開始。作家のセオドアからの依頼で伝染病や人工生命にまつわる奇妙な噂を調査する。
大規模なアップデートは行われていないものの、毎月更新されるボーナスイベントやコミュニティ発案コスチュームの提供などは現在も継続している。